# Nuria Oliver
Nuria María Oliver Ramírez (Alicante, 1970) es una ingeniera en telecomunicaciones española, doctora por el Media Lab del Instituto Tecnológico de Massachusetts (MIT). co-fundadora y directora de la Fundación ELLIS Alicante, Chief Data Scientist en Data-Pop Alliance, IEEE Fellow, ACM Fellow, académica numeraria de la Real Academia de Ingeniería de España y presidenta del Consejo Social de la UNED. Es una de las mujeres investigadoras en informática más citadas en España: sus artículos han sido citados más de 24.000 veces (índice h: 71 en 2021) Es conocida por su trabajo en modelos computacionales de comportamiento humano, inteligencia artificial, interacción persona-máquina, informática móvil y "big data" para bien social.

## Trayectoria
Oliver se licenció en Ingeniería de telecomunicaciones por la Universidad Politécnica de Madrid en 1994. Fue galardonada con el Primer Premio Nacional español de Ingenieros de Telecomunicación en 1994.
En 1995 fue premiada con una beca de La Fundación la Caixa para realizar estudios de posgrado en el MIT, de donde recibió su doctorado en el área de inteligencia perceptual. En 2000, se unió como investigadora a los laboratorios de investigación de Microsoft (Microsoft Research) en Redmond, EE. UU.
Después de doce años en los EE.UU, dejó Microsoft en 2007 para unirse a Telefónica I+D en Barcelona como Directora Científica en Multimedia, siendo la primera y única directora científica mujer contratada por Telefónica I+D en ese momento.
Es Fellow por la Association for Computing Machinery (ACM) y por el Instituto de Ingenieros Eléctricos y Electrónicos (IEEE) desde 2017.
En noviembre de 2016 dejó Telefónica y fue nombrada la primera Chief Data Scientist en DataPop Alliance, una organización internacional sin ánimo de lucro creada por la Iniciativa Humanitaria de Harvard, MIT Media Lab y Overseas Development Institute dedicada a aprovechar Big Data para mejorar el mundo. En enero del 2017 se unió a Vodafone Group como la primera Directora de Investigación en Ciencias de Datos, cargo que ocupó hasta mayo de 2019. Asimismo, fue nombrada asesora científica del Vodafone Institute (2019-2024).
En 2017, Oliver fue designada por el secretario de Estado para la Sociedad de la Información y la Agenda Digital José María Lassalle como miembro y portavoz del Grupo de Sabios compuesto por nueve expertos de diversos sectores para abordar las ramificaciones sociales, jurídicas y éticas de la Inteligencia Artificial y el Big Data, con el fin de elaborar un Libro Blanco sobre la materia.
En 2019, fue cofundadora y vicepresidenta de ELLIS, The European Laboratory for Learning and Intelligent Systems. 
En 2020 fue nombrada consejera independiente de Bankia, posición que ocupó hasta su fusión con Caixabank. Ese mismo año, también fue cofundadora de la Fundación de la Comunitat Valenciana Unidad ELLIS Alicante, conocida como el Instituto para una Inteligencia Artificial centrada en la Humanidad.
Desde 2023 es vocal asesora de la Agencia Española de Supervisión de la Inteligencia Artificial (AESIA).

## Premios y reconocimientos
- En 1994 obtuvo el Primer Premio Nacional español de Ingenieros de Telecomunicación.[18]
- En 2004 fue la primera mujer española distinguida como una de los 100 innovadores mundiales de menos de 35 años (premio TR100, hoy TR35) por MIT Technology Review, basado en su trabajo en interfaces de ordenador humano inteligentes.[11][30]

- Ha sido nombrada Rising Talent por el foro de las Mujeres para la Economía y Sociedad (Women's Forum for the Economy and Society) en 2009.[31][32]

- En 2009, fue seleccionada como uno de los "100 dirigentes futuros que diseñará España en las próximas décadas" por la Revista Capital.[33]

- Ha sido destacada como una de las nueve directoras españolas en tecnología en 2012 por el diario El País.[17][34]
- Ha recibido premio a mejor artículo científico en ACM RecSys 2012,[35] en ACM Ubicomp 2014[12][36] y en ACM Ubicomp 2015,[37] y nominaciones de premio a mejor artículo con publicaciones en ACM MobileHCI 2009,[38] ACM Multimedia 2009[39] y ACM CHI 2010,[40][41] entre otros.
- En 2014, recibió el Premio de Impacto Técnico tras Diez Años por ACM ICMI por su trabajo en modelos gráficos jerárquicos de comportamiento humano.[42]
- En 2015 fue nombrada Distinguished Scientist por la Association for Computing Machinery (ACM), siendo la primera investigadora española en informática en recibir este premio.[43] Su investigación sobre la detección de aburrimiento mediante teléfonos móviles recibió el premio de mejor papel en ACM Ubicomp 2015.[44]
- En 2015 recibió el Premio Dona TIC.[45]

- En 2016 recibió el Premio Ada Byron de la Universidad de Deusto.[46][47] También fue ganadora del premio Gaudí Gresol a la Excelencia en Ciencia y Tecnología,[48][49] el Premio "Salvà i Campillo" de la Asociación Catalana de Ingenieros de Telecomunicaciones,[50] seleccionada como una de las Top100 mejores líderes femeninas en España por Mujeres & Cia;[51] Fellow de la Asociación Europea de Inteligencia Artificial (eurAI por ECCAI);[52] y el Premio a la Mujer Digital del año concedido por European Ada Awards.[53]

- En 2016 fue elevada a Fellow del IEEE en la clase del 2017[5]
- Premio Nacional de Informática 2016.[54]
- En 2018 fue distinguida por la Universidad Miguel Hernández como doctora honoris causa.[55]
- En 2019 ingresa en la Real Academia de Ingeniería.[56]
- En 2020 recibió el Premio Mujeres a Seguir en Tecnología.[57]
- En 2021 le otorgan el premio Rey Jaime I en la categoría de Nuevas Tecnologías.[58][59]
- En 2021 recibió el premio Abie en Liderazgo Tecnológico por AnitaB.org[60]
- En 2023 recibió el premio Premio Hipàtia del Ajuntament de Barcelona, por su "investigación de excelencia en el desarrollo de nuevos métodos y sistemas de IA para impulsar un impacto social positivo".[61]

## Ponencias principales
- IJCAI 2001: Demo con Eric Horvitz de un sistema de reconocimiento de actividades de oficina en tiempo real durante la charla invitada de Bill Gates en IJCAI 2001.[62]

- TTI Vanguard 2006: Ponente invitada.[63]

- IEEE CICV 2010: Ponente invitada, "Research Challenges and Opportunities in Multimedia: a Human Centric Perspective"[64]

- UCVP 2011: Ponente invitada[65]

- IEEE EUSIPCO 2011: Ponente invitada, "Informática Urbana y Ciudades Inteligentes: Oportunidades y Retos"[65]

- NIPS 2011 - Taller de Big Learning: Ponente invitada, "Towards Human Behavior Understanding from Pervasive Data: Opportunities and Challenges Ahead"[66]

- European Wireless 2014: Ponente invitada, "Small devices for big impact"[14]

- ACM/IEEE Models 2014: Ponente invitada, "Towards data-driven models of human behavior"[9]

- NTTS 2015 (Tecnologías y Técnicas Nuevas para la Estadística): Ponente invitada, "Big Mobile Data for Official Statistics"[67]

- IEEE Int Conf on Data Science and Advanced Analytics 2015 (IEEE DSAA): Ponente invitada, "Towards data-driven models of human behavior"[68]

## Apariciones en medios de comunicación
- 1998: Presentación al Senado español[69]
- 2001: Entrevista con El País: las personas nunca asocian España con la 'alta tecnología'[20]
- 2004: Entrevista con El País: Una española en la cumbre digital[30]
- 2005: Entrevista para RTVE 2 (España) programa de televisión "De cerca": "Conversación con la alicantina Nuria Oliver sobre la inteligencia artificial".[70][71]
- 2006: Entrevista con El País: Viaje al centro de Microsoft.[72]
- 2008: Discurso ante SSMM los Reyes de España[73]
- 2010: Entrevista para el programa de RTVE "Para todos la 2" (España)[74]
- 2012: Charla en TEDxRamblas: La Armada Invisible.[75]
- 2012: RNE: Entrevista Radiofónica como experta en Inteligencia Artificial[76]
- 2013: Charla en TEDxBarcelona: My cellphone, my partner.[77]
- 2013: Charla en WIRED 2013: What Big Data and the Mexican pandemic taught us.[13][15]
- 2014: Artículos en MIT Technology Review, el Washington Post y otros medios de comunicación sobre la monetización de datos personales.[78][79]
- 2014: Prediciendo los crímenes con los datos móviles.[16][80][81]
- 2014: Entrevista para la BBC: Ebola: Can big data analytics help contain its spread?[82]
- 2015: Entrevista para ARA: "miramos nuestro teléfono porque recibimos gratificación constante"[83]
- 2015: Entrevista para la revista Glamour: "Mujeres con éxito"[84]
- 2015: El Mundo: Prediciendo el crimen con "big data"[85]
- 2015: Entrevista para Revista Metrópoli de Barcelona: Nada en exceso, incluyendo la tecnología[86]
- 2015: Artículo para El País: El móvil muda de piel[87]
- 2015: NBC: Next thing your phone may detect: boredom[88]
- 2015: MIT Technology Review: Vuestro teléfono inteligente puede decir si estás aburrido[89]
- 2015: Revista Fortune: Vuestro teléfono puede decir cuándo estás aburrido[90]
- 2015: RNE Radio 3: Entrevista a Nuria Oliver sobre la Inteligencia Artificial[91]
- 2015: Larga entrevista para El País Semanal: Nuria Oliver[92]